# Château Tyszkiewicz (Kretinga)
Pour les articles homonymes, voir Château Tyszkiewicz.
Le château Tyszkiewicz (en lituanien: Tiškievičų rūmai, en polonais Pałac Tyszkiewiczów) est un château néorenaissance situé à Kretinga en Lituanie. Il abrite aujourd'hui le musée ethnographique de la ville.

## Historique
Le château a été construit en style néorenaissance pour le comte Joseph Tyszkiewicz en 1875. Son architecture évoque l'architecture Renaissance de l'ancien grand-duché de Lituanie. Le dernier descendant du comte à y demeurer fut le comte Alexandre Tyszkiewicz (1864-1945) qui a été déporté en Sibérie en 1940, lorsque la Lituanie a été intégrée (jusqu'en 1941) à l'URSS, avant son occupation par l'armée allemande, puis son annexion à nouveau en 1945 dans la république socialiste soviétique de Lituanie.
Le château devient une école d'agriculture et l'on installe une salle de réunion communale (club) dans l'orangerie, tandis que l'on construit un complexe sportif dans le parc. Il est rénové dans les années 1980 pour en faire un musée ethnographique.